# Marie Susini
Pour les articles homonymes, voir Susini.
Œuvres principales
- C'était cela notre amour (1970)

Marie Susini, née le 18 janvier 1916 à Renno en Corse et morte le 22 août 1993 à Orbetello en Italie, est une écrivaine française.

## Biographie
Marie Susini est élevée chez les religieuses à Vico et au lycée de Beaune. Elle vit ensuite à Marseille puis à Paris où elle fait ses études de philosophie – dont un travail sur l'œuvre d'Henri Bergson – et de lettres. Elle a également suivi des cours de l'École du Louvre et du Collège de France.
Elle travaille comme secrétaire particulière du ministre de l'Éducation nationale du gouvernement de Vichy Abel Bonnard et ensuite comme bibliothécaire et conservatrice au service du catalogue de la Bibliothèque nationale de France jusqu'à sa retraite.
Son œuvre parle de la Corse, de l'enfermement de l’île et de la puissance des sentiments qui se confrontent souvent intérieurement sans pouvoir s'exprimer. Parmi ses livres, le roman C'était cela notre amour est l'un des plus connus. Sa pièce de théâtre Corvara devrait en partie son origine à un conseil d'Albert Camus,.
Marie Susini a été membre du jury du prix Femina de 1971 à sa mort et membre du jury France-Canada.
Marie Susini a par ailleurs joué le rôle de la femme de Matthieu, dans Mouchette de Robert Bresson (1967).

### Vie privée
Restée célibataire durant sa vie, Marie Susini a été la compagne de Jean Daniel, écrivain et journaliste français, et fondateur de l'hebdomadaire Le Nouvel Observateur. Selon Jean Daniel, Albert Camus aussi aurait été amoureux de Marie Susini.[réf. nécessaire]
Marie est morte le 22 août 1993 à l'hôpital d'Orbetello pendant une visite amicale en Italie et enterrée à Vico où elle a grandi.

## Distinctions
- Officier de l'ordre des Arts et des Lettres (1984)

## Œuvre
- Marie Susini, Plein soleil (roman), 1953 (lire en ligne)
- Marie Susini, La fiera (roman), Éditions du Seuil, coll. « Méditerranée », 1954 (lire en ligne)
- Marie Susini, Corvara, ou la Malédiction (pièce en 1 actes et 3 tableaux), 1955 (lire en ligne)
- Marie Susini, Un pas d'homme (roman), Éditions du Seuil, 1957 (lire en ligne)
- Marie Susini, Le premier regard :  récit, Éditions du Seuil, 1960 (lire en ligne)
- Marie Susini, Les yeux fermés (roman), Éditions du Seuil, 1964 (lire en ligne)
- Marie Susini, C'était cela notre amour (roman), 1970 (lire en ligne)
- Marie Susini, Je m'appelle Anna Livia (roman), B. Grasset, 1979 (ISBN 978-2-246-00843-9, lire en ligne)
- Marie Susini (photogr. Chris Marker), La renfermée, la Corse (essai), Seuil, 1981 (ISBN 978-2-02-005900-8, lire en ligne)
- Marie Susini, L'île sans rivages, Éd. du Seuil, 1989 (ISBN 978-2-02-010944-4, lire en ligne)  — regroupe Plein Soleil, La Fiera, Corvara ou la Malédiction, La Renfermée, la Corse